# 谷地健吾
谷地 健吾（やち けんご、1970年8月9日 - ）は、NHKのシニアアナウンサー。

## 人物
東京都立清瀬高等学校、明治大学卒業後、1993年入局。

## 挿話
- 2005年4月25日に発生したJR福知山線脱線事故では、NHKにおける第一報を放送センターから伝えた。
- 東日本大震災発生時、本部発の放送に参加する形で、仙台放送局から地震の情報を伝えた。
- 東日本大震災の影響でアナログ放送終了が2012年3月31日に延期されていた宮城県・岩手県・福島県でのアナログ放送終了の告知アナウンスを担当した。
- 松山放送局在籍中は単身赴任であったことを公言していた[1]。
- 2021年度から2年間はラジオの正午ニュースの担当となり、テレビとラジオの両方で正午ニュースを担当したことになる。NHKアナウンサーでテレビとラジオの両方で正午ニュースを担当したアナウンサーは数少なく、現職の正職員アナウンサーでは谷地と出山知樹のみである。

## 出演番組
太字は、現在担当中の番組

### 奈良放送局時代（1993年度 - ）
- 奈良県のニュース・中継・リポート

### 青森放送局時代（ - 1998年度）
- 青森県のニュース・中継・リポート

### 札幌放送局時代（1999年度 - 2002年度）
- 情報プリズム北海道（1999年度下半期）
- ニュース北海道（2000 - 2001年度）
- ほくほくテレビ（旅中継）

### 東京アナウンス室時代（1度目）（2003年度 - 2009年度）
- NHKニュースおはよう日本（ピックアップ日本、アジア&ワールド、2004年度 2006年度）、5.6時台代理キャスター（2004年8月2日 - 13日、2005年8月15日 - 26日）
- 正午ニュース（土日キャスター・2007年4月 - 2008年3月）
  - 登坂淳一の代理キャスター（2007年1月1日）
- 首都圏ニュース キャスター（土日）（2007年4月 - 2008年3月）
- サイエンスZERO（ナレーション）（2007年4月 - 2008年3月）
- お元気ですか日本列島 キャスター（2008・2009年度）
- ことばおじさんのナットク日本語塾「アナウンサーの方言ファイル」

### 仙台放送局時代（2010年度 - 2012年度）
- てれまさむね（2010・2011年度キャスター）
- クローズアップ東北（2012年度キャスター）
- 東北3県 さよならアナログ!もっとデジタル!（2012年3月31日）

### 東京アナウンス室時代（2度目）（2013年度）
- Biz+サンデー キャスター（BS1、2013年4月 - 2014年3月）
- Nスペ5min.（ナレーション）
  - マネー氾濫  世界経済に異変（2013年9月28日）
  - 臨死体験 立花隆 思索ドキュメント  死ぬとき心はどうなるのか（2014年9月13日）
  - 錦織圭  頂点への戦い（2015年6月27日）
- 道徳ドキュメント 3代目ナビゲーター（2014年1月24日 - 2015年3月6日・あきらめたことをあきらめない 回から 男らしさ、女らしさって何? 回まで）

### ラジオセンター時代（2014年度 - 2016年度）
- NHKけさのニュース キャスター（祝日を除く月曜日 - 金曜日）（ラジオ第1、FM：2014年3月31日 - 2017年3月31日）
  - ※3週交替で秋山千鶴、横山亜紀子、丸井汐里がサブキャスターを務める。
  - 午前5時台（NHKマイあさラジオ内）、午前6時、午前9時、午前9時30分（すっぴん!内）の定時ラジオニュースと午前9時55分の関東地方・山梨県のラジオニュースも兼任。
  - 緊急・災害関連のニュースの場合は午前8時の定時ニュースも担当する。
- 安心ラジオ（ラジオ第1：2014年3月31日 - 2015年3月27日）
- Nスペ5min.[2]（ナレーション・2017年1月14日）

### 松山放送局時代（2017年度 - 2020年度）
- マイあさ!（2019年8月17日、8月18日と8月24日、8月25日、本来の担当で松山放送局時代に2年間同僚でもあった小澤康喬のピンチヒッター）
- 愛媛県・四国地方のニュース
- 四国らしんばん（キャスター・2017年4月7日 - 2021年3月）
- ひめポン!（不定期・小澤康喬のキャスター代行など）

### 東京アナウンス室時代（3度目）（2021年度 - 2022年度）
- ラジオ正午ニュース（土曜・日曜・祝日：2021年3月27日 - 2023年3月21日）
- NHKきょうのニュース（土曜・日曜・祝日：2021年3月27日 - 2023年3月21日）
- 聖火リレーデイリーハイライト（ナレーション）
- NHK高校講座 地理総合（ナレーション）
- Nらじ（2022年7月29日18時台 真下貴の代理）
- 山梨県のニュース（甲府放送局への応援）（2023年1月4日、1月5日、1月6日）
- BSニュース4K+ふるさと（BS1）（木・金：2021年4月1日 - 2022年4月1日 → 水・木：2022年4月6日 - 2023年3月23日）

### 山形放送局時代（2023年度 - 2025年6月）
- 山形県のニュース
- アナウンス統括代理（デスク業務）
- やままる（不定期・羽隅将一・山田真夕のキャスター代行など）
- 山形発ラジオ深夜便アンカー（2023年9月29日）

### 甲府放送局時代（2025年7月 - ）
- 山梨県のニュース
- アナウンス統括代理（デスク業務）
- Newsかいドキ（不定期・小田切千・古谷敏郎のキャスター代行など）